# Náměstí Adema Jashariho (Priština)

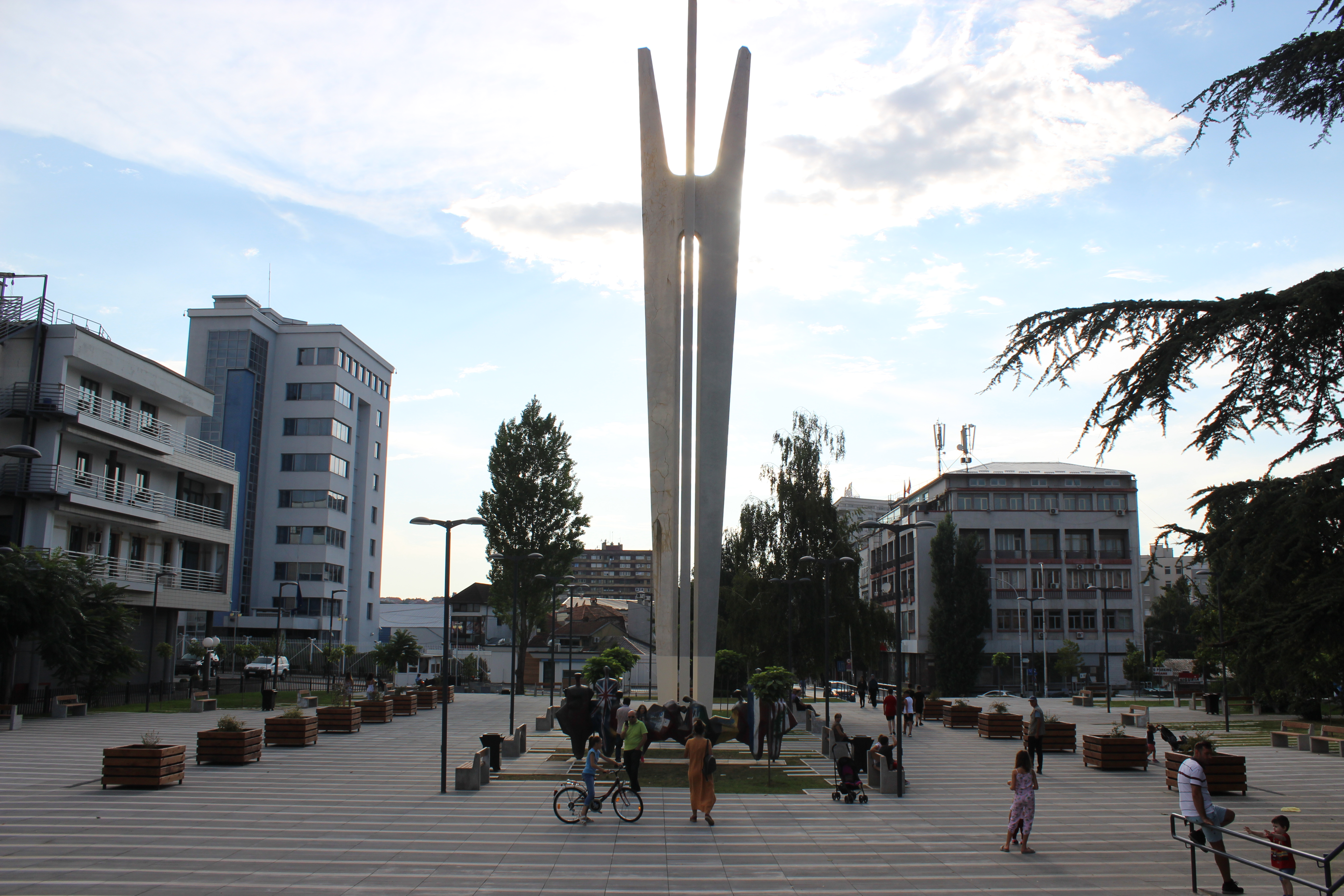
Pohled na náměstí s centrálním památníkem.

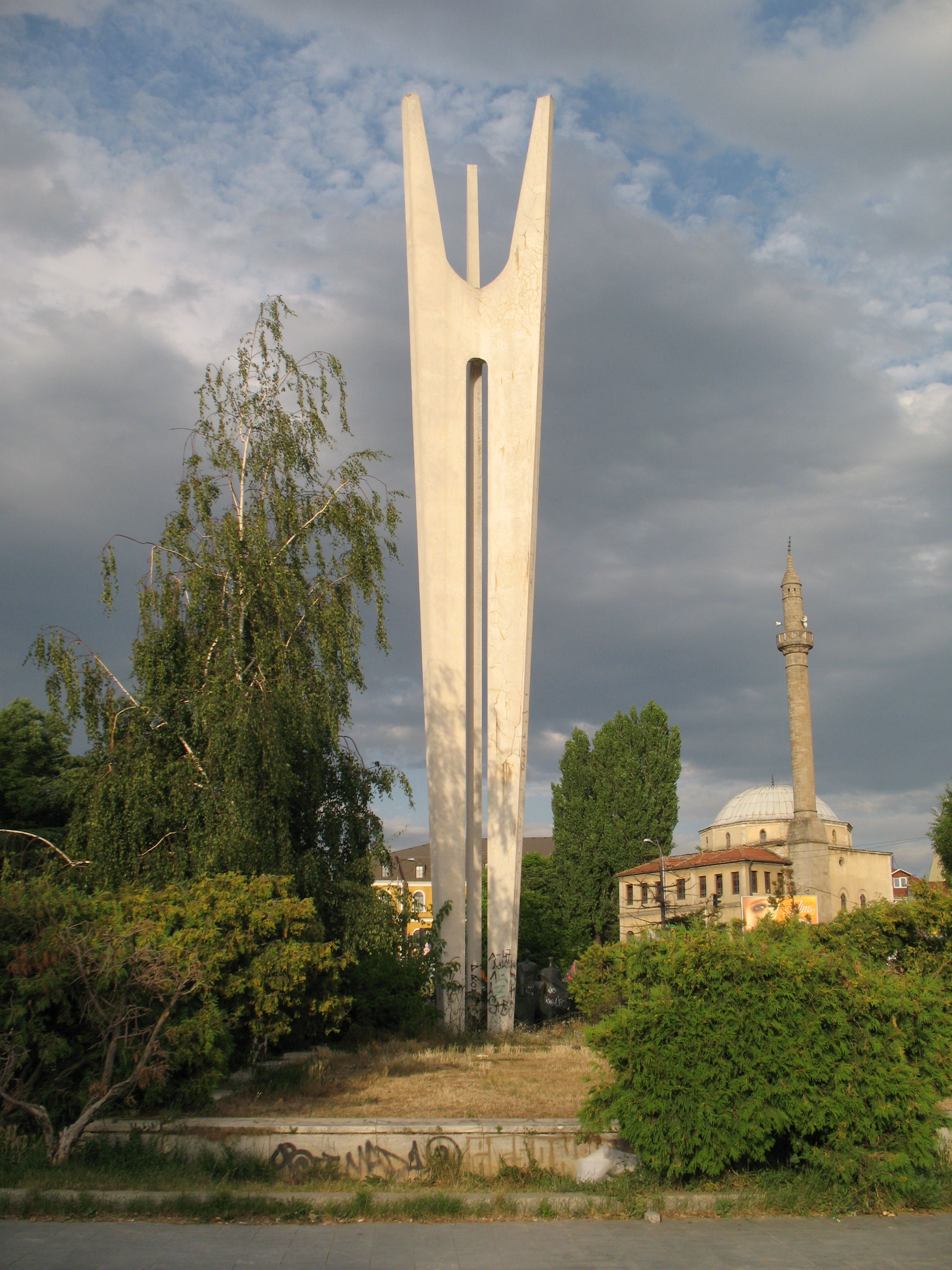
Památník před rekonstrukcí.

Náměstí Adema Jashariho (albánsky Sheshi Adem Jashari, srbsky Трг Адема Јашарија/Trg Adema Jašarija) se nachází v historickém centru metropole Kosova, Prištiny.
Náměstí nemá na rozdíl od řady dalších historický původ. Vzniklo během 50. let 20. století při rozsáhlé modernizaci centra města na místě původních starších tureckých budov a bazaru. Náměstí bylo původně pojmenováno jako Náměstí Bratrství a jednoty (srbsky Трг братства и јединства/Trg bratstva i jedinstva) a vzniklo dle návrhu Miodraga Peciće.
Jeho dominantou byl (do současné doby dochovaný) obelisk. Na veřejné soutěži v roce 1959 byl nakonec vybrán návrh sochaře Miodraga Živkoviće. Dvacet pět metrů vysoký památník měl představovat tři národnosti (Albánce, Srby a Černohorce) žijící v Kosovu. Kromě toho se na náměstí ještě nacházela abstraktní kovová socha připomínající bojovníky z druhé světové války, resp. partyzánské bojovníky.
V téže době byly v okolí náměstí vystavěny nové správní budovy, které sloužily pro město Prištinu (např. magistrát, zastupitelstvo a další).
Od roku 2000, resp. 2001 nese náměstí jméno podle Adema Jashariho, bojovníka Kosovské osvobozenecké armády. V roce 2010 byl tento název oficiálně schválen prištinskou radnicí.
V roce 2018 bylo celé náměstí kompletně renovováno včetně památníku. Náklady na obnovu dosáhly ceny 300 tisíc EUR.